# Damen Fast RoPax Ferry 4512
Der Damen Fast RoPax Ferry 4510 ist ein Schiffstyp der niederländischen Werft Damen Shipyards Group. Der Schiffstyp ist als Katamaran konzipiert.

## Geschichte
Von dem Schiffstyp wurden zwei Einheiten für die Reederei Cabo Verde Fast Ferry auf der Werft Damen Shipyards Singapore gebaut. Die Kiellegung der ersten Einheit erfolgte im November 2009. Das fertige Schiff wurde im November 2010 abgeliefert. Der Bau der zweiten Einheit verzögerte sich aufgrund finanzieller Probleme der Reederei. Es wurde schließlich im Dezember 2013 abgeliefert. Die Schiffe werden im Fährverkehr der Kap Verden eingesetzt.

## Beschreibung
Die Schiffe werden von zwei Viertakt-Zwölfzylinder-Dieselmotoren des Herstellers Caterpillar (Typ: 3512B) mit jeweils 1119 kW Leistung angetrieben. Die Motoren wirken über Getriebe auf zwei Festpropeller. Für die Stromversorgung stehen zwei Dieselgeneratoren mit 86 kW Leistung (108 kVA Scheinleistung) zur Verfügung.
Auf dem Hauptdeck befindet sich das Fahrzeugdeck. Es ist über eine Heckrampe zugänglich. Das Fahrzeugdeck ist auf etwa zwei Drittel der Länge überbaut. Im überbauten Bereich des Fahrzeugdecks beträgt die nutzbare Höhe 2,3 Meter. Die Kapazität der Schiffe ist mit 16 Lieferwagen und drei Lkw angegeben.
Auf dem über dem Fahrzeugdeck liegenden Deck befinden sich die Einrichtungen für die Passagiere: 158 Sitzplätze in einem großen Salon, sechs Sitzplätze mit einem Tisch in einem abgetrennten Raum, Toiletten und ein Kiosk. Davon abgesetzt ist das etwas höher angeordnete Steuerhaus.

## Schiffe
| Damen Fast RoPax Ferry 4512 | Damen Fast RoPax Ferry 4512 | Damen Fast RoPax Ferry 4512 | Damen Fast RoPax Ferry 4512 |
| Bauname                     | Baunummer                   | IMO-Nummer                  | Ablieferung                 |
| --------------------------- | --------------------------- | --------------------------- | --------------------------- |
| Kriola                      | 530151                      | 9594080                     | November 2010               |
| Liberdadi                   | 530152                      | 9594092                     | Dezember 2013               |

Die Schiffe fahren unter der Flagge der Kap Verden. Heimathafen ist São Vicente.